# Liparetrus ferrugineus
Liparetrus ferrugineus är en skalbaggsart som beskrevs av Blanchard 1850. Liparetrus ferrugineus ingår i släktet Liparetrus och familjen Melolonthidae. Inga underarter finns listade i Catalogue of Life.